# Éva B. Bónis
Éva B. Bónis (* 20. Januar 1919 in Budapest; † 12. Februar 1999 ebenda) war eine ungarische Provinzialrömische Archäologin.
Éva Bónis studierte an der Philosophischen Fakultät der Eötvös-Loránd-Universität in Budapest. Zu ihren akademischen Lehrern gehörte unter anderem Andreas Alföldi. Sie wurde 1942 mit der Arbeit A császárkori edényművesség termékei Pannoniában (a Terra Sigillátákon kívül) (Die kaiserzeitliche Keramik von Pannonien (außer der Terra Sigillata)) promoviert. Danach arbeitete sie zunächst am Historischen Museum Budapest, später wurde sie Leiterin der römischen Sammlungen des Ungarischen Nationalmuseums in ihrer Heimatstadt. Während der kommunistischen Herrschaft hielt sie so gut es ging Kontakt mit der internationalen Wissenschaft, was insbesondere in den 1950er und 1960er Jahren nicht immer einfach war. Seit Anfang der 1960er Jahre war Bónis Mitglied der Rei Cretariae Romanae Fautores (RCRF), einer internationalen Vereinigung, die sich die Erforschung der römischen Keramik zur Aufgabe gemacht hatte. 1967 organisierte sie einen Kongress der Organisation in Budapest. Dadurch wurde der internationale Kontakt nochmals intensiviert. Auch Ausstellungen wie Die Römer in Pannonien (1971) in Deutschland mit Exponaten aus Ungarn oder eine Ausstellung von Terra Sigillata aus der Prähistorischen Staatssammlung in München in Budapest (1982/1983) gingen auf die beim Kongress geknüpften Kontakte zurück.

## Schriften
- A császárkori edényművesség termékei Pannoniában (a Terra Sigillátákon kívül) (= Dissertationes Pannonicae. Ser. II, Band 20). Budapest 1942.
- Archäologische Funde in Ungarn. Die Kelten. Budapest 1956.
- Magyarország népeinek története a honfoglalás koráig. Vezető a Magyar Nemzeti Múzeum állandó kiállításához. Társszerző. Budapest 1962
- Die spätkeltische Siedlung Gellérthegy-Tabán in Budapest, Akadémiai Kiadó, Budapest 1969 (Archaeologia Hungarica, Band 47)
- mit Edit B. Thomas und Sándor Soproni: Römische Kultur in Pannonien. Gastausstellung des Ungarischen Nationalmuseums Budapest, Museum für Deutsche Geschichte, Berlin 1971
- The Archaeology of Roman Pannonia. Budapest 1980.
- A pannoniai agyagművesség termelési központjai. MTA Doktori értekezés. Budapest 1987.